# Askenázik
Az askenázik az európai zsidó közösség tagjai, akik anyanyelvükként a jiddis nyelvet beszélték. Leszármazottaik a teljes zsidó népesség több mint 80%-át teszik ki.

## A név eredete
Az askenáz kifejezés a középkori héberből származik és „Németországot” jelenti.

## Történetük
A kora középkorban az askenázi („német”) zsidóság törzsterülete a Német-római Birodalom és Észak-Franciaország volt, a Rajna völgyében jelentős közösségük élt. A keresztes háborúk idején keletebbre kényszerültek vándorolni. A zsidóknak a nyugat-európai államokból történő 13–14. századi kiűzetését követően a lengyel-litván területekre helyeződött át központjuk. A mai Lengyelországban, Litvániában, Lettországban, Ukrajnában és Fehéroroszországban is megtelepedtek. A történelem folyamán többször voltak vallási intolerancia és pogromok áldozatai, például Bohdan Hmelnickij lázadásakor a 17. században.
A 19. században az askenázi zsidóság elsősorban az orosz fennhatóság alatt álló lengyel területeken, az Osztrák–Magyar Monarchia legnagyobb részén, Németországban, Észak-Franciaországban élt. Elindult az Angliába, valamint az Észak- és Dél-Amerikába való kivándorlás is. Egyes vélemények szerint érdemes lenne különválasztani a keleti askenáziakat (Lengyelország, Litvánia, Galícia, Románia, Kelet-Magyarország) a nyugati askenáziaktól (Nyugat-Magyarország, cseh-morva területek, Németország, Hollandia stb.). A 20. század elején az oroszországi pogromok megtépázták közösségüket, de a második világháborúban a nácizmus terjedésének következtében szinte teljesen kiveszett sajátos kultúrájuk Kelet-Európából.
A Kelet-Európából elűzött közösségek, óriási emberveszteségek elszenvedése után, elsősorban az Amerikai Egyesült Államokban és Izraelben új életet kezdtek. Sajátos nyelvüket, a németből származó jiddist továbbra is fenntartják, amelyen héber írásjelekkel újságokat és könyveket adnak ki.